# معهد أحمد بابا

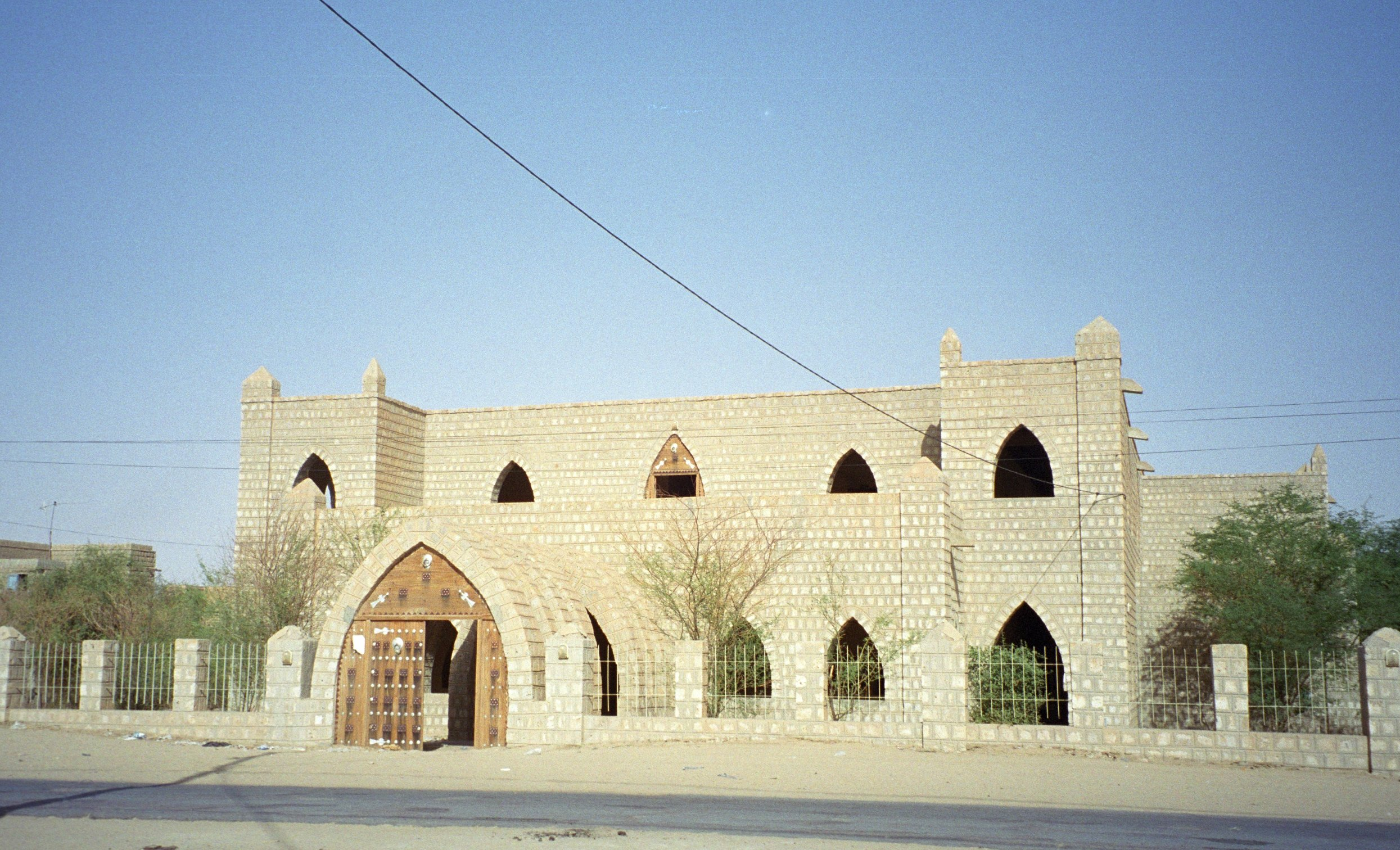
مبنى معهد أحمد بابا القديم.

معهد أحمد بابا للتعليم العالي والبحوث الإسلامية (وتعرف اختصارًا بالفرنسية سيدراب) هي مؤسسة أبحاث تقع في مدينة تنبكت، وتضم مكتبة ثرية من المخطوطات.
أنشئت سنة 1973م وسميت على اسم العالم التمبكتي أحمد بابا (القرن 11هـ). تضم مكتبة المعهد نحوا من 30 ألف مخطوط.